# Instituto Tecnológico de Villahermosa
Das Instituto Tecnológico de Villahermosa (ITVH) ("Technische Fachhochschule von Brüderstadt") ist die größte Universität im mexikanischen Bundesstaat Tabasco.

## Studiengänge
Licenciatura (Vergleichbar mit Bachelor):
- Licenciatura en Informática (Informatik)
- Licenciatura en Administración (Management)
- Ingeniería en Sistemas Computacionales (Ingenieurswesen für Computersysteme)
- Ingeniería Química (Chemie)
- Ingeniería Bioquímica (Biochemie)
- Ingenieria Industrial (Industrieingenieurswesen)
- Ingeniería Civil (Zivilingenieurswesen)
- Ingeniería en Gestión Empresarial(Ingenieur für Verwaltung)

Maestrías (Vergleichbar mit Master):
- Maestría en Ciencias de Ingeniería Bioquímica (Biochemie)
- Maestría en Ciencias de Planificación de Empresas y Desarrollo Regional (Wirtschaftsentwicklung und Regionale Planung)